# حزب متحد کارگران
حزب متحد کارگران (انگلیسی: United Workers' Party) یک حزب سیاسی میانه رو در دومینیکا است. از انتخابات عمومی ۲۰۱۹، این حزب تنها حزب اپوزیسیون است که در مجلس مجمع دومینیکا نماینده دارد و سه کرسی از بیست و یک کرسی را در اختیار دارد. رهبر سابق اپوزیسیون در مجمع، هکتور جان است.حزب کارگران متحد با کمتر از ۳۴ درصد آرا، حزب اکثریت پارلمان دومینیکا از سال ۱۹۹۵ تا ۲۰۰۰ بود که توسط یکی از بنیانگذاران حزب، ادیسون جیمز به عنوان نخست وزیر دومینیکا رهبری می شد.
این حزب اکنون رهبر جدیدی به نام لنوکس لینتون دارد که رهبر فعلی اپوزیسیون است.